# 堀之内九一郎
堀之内 九一郎（ほりのうち きゅういちろう、1947年10月5日 - ）は、日本の実業家。リサイクルショップチェーンの株式会社創庫生活館の創業者で代表取締役社長。

## 概歴

### 生い立ち
- 1947年、鹿児島県鹿屋市の裕福な家庭に生まれ、九番目にやっと生まれた男の子という意味を込めて九一郎と名付けられる。
- 1965年、鹿児島県立鹿屋工業高等学校を卒業、堺化成工業株式会社に入社。
- その後、父母が相次いで死去。家業の雑貨屋を継ぐも廃業[1]。

### 両親の死後
- 2億円ほどあった親の遺産を女遊びで使い切ってしまった。1967年、無職であったが結婚を機に起業するも廃業。その後も40種以上の業種で起業と廃業を繰り返した。
- 1982年、1億5000万円の借金を抱えて自殺を試みたが失敗。借金の取り立て屋に追われる中で、取り立て屋に「お金を返すために商売をするからお金を貸してくれ」と頼み、借りた金で健康食品の会社を起業し成功。借金は全額返済した。
- その会社も詐欺事件に巻き込まれ倒産。それが原因で妻と子供に逃げられる[2]。

### ホームレス生活
- 妻と離婚後、1985年に鹿児島から失踪し東京を目指す。
- 東京を目指す途中で静岡県浜松市内で所持金が底をつき、ホームレス（路上生活者）となる[3]。
- 捨てられた家電製品を修理し、ホームレス仲間や中古屋に売ってお金を稼いだ[1][3]。

### 「生活創庫」開業
- 「“ゴミ”が、“金”になる」と気づいた堀之内はリサイクルショップを始める[3]。1988年、捨てられた家電製品を売って貯めた18万円を元手に15坪の倉庫にリサイクルショップ・生活創庫を開店。
- 1992年に法人化。全国に185店舗を展開し、グループ全体で年商120億円を稼ぐまでになる[3]。

### ¥マネーの虎出演
- 2001年、¥マネーの虎にレギュラー出演開始。番組終了までの3年間出演した。
- アクロバットパイロットの育成（希望額600万円中300万円）やボクサーの対戦費用（希望額300万円中75万円）、ケバブ店開店資金（希望額1800万円中600万円）などに出資。家具屋（希望額500万円）や着物屋（希望額1420万円）にも出資を試みたが、どちらも他の社長らによって投資が成立した。
- 番組では、最多出演ながら出資の回数が少ないことを司会の吉田栄作に指摘され、番組で特集が組まれたこともあった。
- 登場する志願者について、司会の吉田栄作やスタッフに対し「志願者のレベルを絞った方が良い」と提言したこともある。
- 放送当時、収録中に虎同士で意見の衝突や口論が増えた事を問題視した堀之内は、収録終了後に他の虎たちに対し「『志願者と虎の言い争い』はあっても良いが、『虎同士の言い争いや罵り合い』は止めるべきだ」と発言。そして、「虎同士の口喧嘩を全面的に禁止することを番組内でルールとして取り決めないのであれば降板する」とまで言った。その様子はテレビでは放送されず、番組ホームページのシークレットページで公開された[要出典]。

### その後
- 2013年5月1日、株式会社生活創庫が静岡手形交換所から取引停止処分を受けた事に伴い、堀之内の会社が倒産したと報じられる。但し創庫生活館の事業は2013年2月に株式会社リハンズに譲渡として事業継続。堀之内とリハンズの関係性は不明。

- 2014年、週刊誌FRIDAYの取材に対して「そっとしておいてくれ」と語ったことが同年12月2日号に掲載された[4]。
- 2019年12月、「YouTubeの虎」としてYouTubeチャンネルを開設した[5]。2021年から別のYouTubeチャンネル「堀Qチャンネル HQTV」に移行している[6]。
- 2020年10月23日、霜降り明星のオールナイトニッポン0(ZERO)にゲスト出演した際に週刊誌による会社の倒産報道を否定。現在も社長として活動していることを明かした。[要出典]

## 人物
- かつての愛車は2000万円のマセラティとシェビーバン[7]。現在はジープ・ラングラー。
- 座右の銘は「流れに従い志を変えず」。
- 口癖は「弱みをさらけ出せるのが、本当の強さである」[8]。
- 2004年、¥マネーの虎で共演した高橋がなりが制作した映画「あゝ!一軒家プロレス」に出演。

## 出演

### テレビ

#### NHK
- グッと！スポーツ 「エアレース　空を自由に舞え　室屋義秀」(2018年4月17日（火）)

#### フジテレビ
- ニチファミ！今夜解禁！開かずの扉〜超カギ開け師が眠れるお宝発掘SP〜（2018年3月11日）

#### 日本テレビ
- スーパーテレビ情報最前線
- マネーの虎
- 99プラス

#### テレビ東京
- 日経スペシャル カンブリア宮殿 「ゴミの山は、宝の山だ！ ～リサイクルショップに見る、 大量消費社会の現実～」（2008年2月11日）- 生活創庫 社長として出演[9]
- 大丈夫!?我が家の財産
- 田舎に泊まろう!
- メデューサの瞳
- 月曜エンタぁテイメント

#### テレビ朝日
- いいやつちょうだい!頂きアンタッチャブル

#### 朝日放送
- ビーバップ!ハイヒール

#### CS放送
- 田代まさしのいらっしゃいマーシー（MONDO TV）

#### インターネットテレビ
- 鹿児島インターネットテレビ

### 映画
- あゝ!一軒家プロレス（ソフトオンデマンド、2004年）

## 書籍

### 著書
- 『ごみの山は宝の山だ 使い捨て列島を救う究極のリサイクル商法！』（1998年6月26日、メタモル出版）ISBN 4-89595-199-5
- 『どん底からの成功法則』（2004年2月25日、サンマーク出版）ISBN 4763195395
  - 『どん底からの成功法則』（2007年1月25日、サンマーク出版 サンマーク文庫）ISBN 9784763184313
- 『野良犬の成功法則』（2004年12月25日、サンマーク出版）ISBN 476319609X
  - 『野良犬の成功法則』（2007年1月25日、サンマーク出版 サンマーク文庫）ISBN 9784763184320
- 『すべての今日は成功に通ず』（2007年3月23日、学習研究社）ISBN 4054034187
- 『一生お金に困らない金儲けの王道 なぜ、“金儲け"に走るやつにホンモノの成功者はいないのか』（2008年3月3日、青春出版社）ISBN 4413036689
- 『お金持ちほど「捨て方」がうまい!』（2008年7月3日、青春出版社）ISBN 4413042085
- 『どん底を生き抜く法』（2009年3月10日、サンマーク出版）ISBN 978-4763198983

### 共同著述
- 『19人のプロが明かす「仕事」論』（編:トップブレイン）（2006年8月1日、三笠書房 知的生きかた文庫）ISBN 978-4837975816

### 堀之内が扱われた作品
- 『土壇場からの大逆転 起業家列伝』（編者:寿ファミリーハウス）（2005年6月1日、竹書房）ISBN 978-4812421055
- 『一流魂 反逆スピリッツのススメ』（編者:月刊『CIRCUS』編集部）（2005年8月10日、ベストセラーズ）ISBN 978-4812421055）

## CD / DVD
- あなたの常識は非常識-どんなものでも売る商売の法則-（ビジョネット、2008年。CD：ASIN B001IXTG9O、DVD：ASIN B001IXTG9E）

## 掲載
- プレジデント
- ビジネス男塾
- 週刊B-ing（関東版・東海版・関西版）
- 週刊SPA!
- 環境ビジネス
- 週刊ダイヤモンド
- BIG TOMORROW

## 講演
西川産業株式会社、古河電気工業株式会社、明治安田生命、株式会社レオパレス21などの企業や、青年会議所、大阪商業大学といった教育機関などで、講演活動を行っていた。「堀之内道場」という研修も行っていた。